# Yamandú Orsi

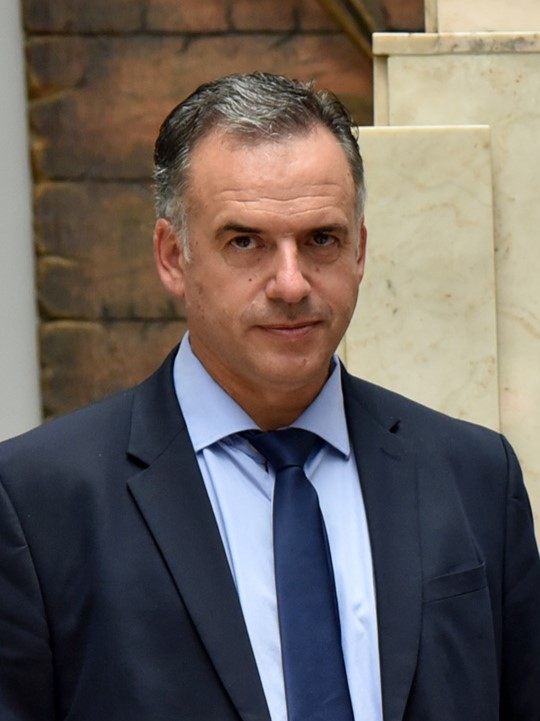
Yamandú Orsi (2022)

Yamandú Ramón Antonio Orsi Martínez (* 13. Juni 1967 in Santa Rosa) ist ein uruguayischer Lehrer und Politiker (Frente Amplio). Seit dem 1. März 2025 ist er der 43. Präsident von Uruguay. Zuvor war er zwischen 2015 und 2020 sowie erneut zwischen 2020 und 2024 Intendant des Departamento Canelones im Süden Uruguays.

## Frühes Leben und Privates
Orsi wurde im ländlichen Süduruguay nahe der Stadt Santa Rosa als Sohn eines Landarbeiters geboren. Das Leben der Familie war von Geldsorgen geprägt, zeitweise lebte sie ohne Strom. Als Orsi fünf Jahre alt war, zog seine Familie nach Canelones, wo er die Schule besuchte. Nach seinem Schulabschluss begann er 1986 an der Universidad de la República Internationale Beziehungen zu studieren, brach dieses Studium jedoch ab und wechselte an das Instituto de Profesores Artigas in Montevideo, an dem er Geschichte auf Lehramt studierte. 1991 erhielt er einen Abschluss und arbeitete fortan als Lehrer an verschiedenen Sekundarschulen in Uruguay.
Orsi ist verheiratet und hat zwei Kinder. In seiner Jugend tanzte er Folklore. Außerdem ist er Anhänger des uruguayischen Fußballvereins Peñarol.

## Frühe Karriere als Politiker

### Intendente von Canelones
1990 trat Orsi in das Movimiento de Participación Popular ein, und stieg dort immer weiter auf. Im Jahr 2005 wurde er Generalsekretär seiner Partei im Departamento Canelones unter Intendente Marcos Carámbula. Dieses Amt führte er fast zehn Jahre aus, ehe er 2015 zurücktrat, um selbst für das Amt des Intendente zu kandidieren. Bei der Kommunalwahl 2015 wurde er vom Frente Amplio aufgestellt und erreichte 37 % der Stimmen, wodurch er die relative Stimmmehrheit erhielt und nach uruguayischem Wahlsystem zum Intendente gewählt wurde. Bei der Präsidentschaftswahl 2019 war er Wahlkampfmanager von Daniel Martínez, der jedoch in der Stichwahl Luis Lacalle Pou unterlag. Im Februar 2020 trat er von seinem Amt als Intendente zurück, kündigte allerdings kurze Zeit später seine erneute Kandidatur für das Amt bei der Wahl 2020 an. Bei dieser Wahl erhielt er im ersten Wahlgang direkt die absolute Mehrheit der Stimmen mit 51,5 % und wurde somit zum zweiten Mal Intendente von Canelones. Zum 1. März 2024 trat er erneut von seinem Amt zurück, diesmal um an der Präsidentschaftswahl in Uruguay teilnehmen zu können.

### Präsidentschaftskandidat
Nach der Niederlage des Frente Amplios bei der Präsidentschaftswahl 2019 galt Orsi als aussichtsreicher Kandidat des Parteienbündnisses auf die Präsidentschaftnominierung. 2023 wurde er von seiner Partei MPP offiziell als Kandidat bei den Vorwahlen im Bündnis Frente Amplio präsentiert. Bei den Vorwahlen am 30. Juni 2024 setzte er sich mit 59,1 % der Stimmen gegen Carolina Cosse und Andrés Lima durch und wurde somit offizieller Kandidat des Bündnisses für die Präsidentschaftswahl.

## Präsidentschaft
Bei der Präsidentschaftswahl in Uruguay 2024 wurde Orsi schließlich zum Präsidenten seines Landes gewählt. Nachdem er in der ersten Runde bereits knapp 44 % der Stimmen die relative Mehrheit erreicht hatte, setzte er sich in der Stichwahl gegen Álvaro Delgado von der Regierungspartei Partido Nacional mit etwa 52 % der Stimmen durch. Sein Amt als Präsident trat er am 1. März 2025 an. Er steht dem Kabinett Orsi vor.